# إسلام أباد (تشناران)
إسلام أباد (بالفارسية: اسلام‌آباد) هي قرية تقع في قسم غلمكان الريفي (مقاطعة تشناران) في إيران. يقدر عدد سكانها بـ 229 نسمة .